# Busséol
Busséol est une commune française située dans le département du Puy-de-Dôme, en région Auvergne-Rhône-Alpes. Elle fait partie de l'aire d'attraction de Clermont-Ferrand.
Ses habitants sont appelés les Busséolais et les Busséolaises ou les Busséolois et les Busséoloises.

## Géographie

### Localisation
Cinq communes sont limitrophes de Busséol :
|               | Saint-Georges-sur-Allier |                        |
| Mirefleurs    | Busséol                  | Saint-Julien-de-Coppel |
| Saint-Maurice | Laps                     |                        |

### Lieux-dits et écarts
Le bourg est dominé par le château et l'église Saint-André.
Le village étend son territoire vers l'est en une succession de trois lieux-dits sur la RD 117 (Le Montel, les Rodeyrias et les Montagnes).

### Climat
Pour des articles plus généraux, voir Climat d'Auvergne-Rhône-Alpes et Climat du Puy-de-Dôme.
En 2010, le climat de la commune est de type climat des marges montagnardes, selon une étude du Centre national de la recherche scientifique s'appuyant sur une série de données couvrant la période 1971-2000. En 2020, Météo-France publie une typologie des climats de la France métropolitaine dans laquelle la commune est exposée à un climat de montagne ou de marges de montagne et est dans la région climatique  Nord-est du Massif Central, caractérisée par une pluviométrie annuelle de 800 à 1 200 mm, bien répartie dans l’année.
Pour la période 1971-2000, la température annuelle moyenne est de 10,4 °C, avec une amplitude thermique annuelle de 16,2 °C. Le cumul annuel moyen de précipitations est de 1 043 mm, avec 10,6 jours de précipitations en janvier et 7 jours en juillet. Pour la période 1991-2020, la température moyenne annuelle observée sur la station météorologique de Météo-France la plus proche, « Plauzat_sapc », sur la commune de Plauzat à 11 km à vol d'oiseau, est de 11,3 °C et le cumul annuel moyen de précipitations est de 606,8 mm,. Pour l'avenir, les paramètres climatiques de la commune estimés pour 2050 selon différents scénarios d'émission de gaz à effet de serre sont consultables sur un site dédié publié par Météo-France en novembre 2022.

## Urbanisme

### Typologie
Au 1er janvier 2024, Busséol est catégorisée commune rurale à habitat dispersé, selon la nouvelle grille communale de densité à sept niveaux définie par l'Insee en 2022.
Elle est située hors unité urbaine. Par ailleurs la commune fait partie de l'aire d'attraction de Clermont-Ferrand, dont elle est une commune de la couronne,. Cette aire, qui regroupe 209 communes, est catégorisée dans les aires de 200 000 à moins de 700 000 habitants,.

### Occupation des sols
L'occupation des sols de la commune, telle qu'elle ressort de la base de données européenne d’occupation biophysique des sols Corine Land Cover (CLC), est marquée par l'importance des territoires agricoles (83,3 % en 2018), une proportion identique à celle de 1990 (83,3 %). La répartition détaillée en 2018 est la suivante : terres arables (44,7 %), prairies (23,8 %), forêts (16,7 %), zones agricoles hétérogènes (14,9 %). L'évolution de l’occupation des sols de la commune et de ses infrastructures peut être observée sur les différentes représentations cartographiques du territoire : la carte de Cassini (XVIIIe siècle), la carte d'état-major (1820-1866) et les cartes ou photos aériennes de l'IGN pour la période actuelle (1950 à aujourd'hui).

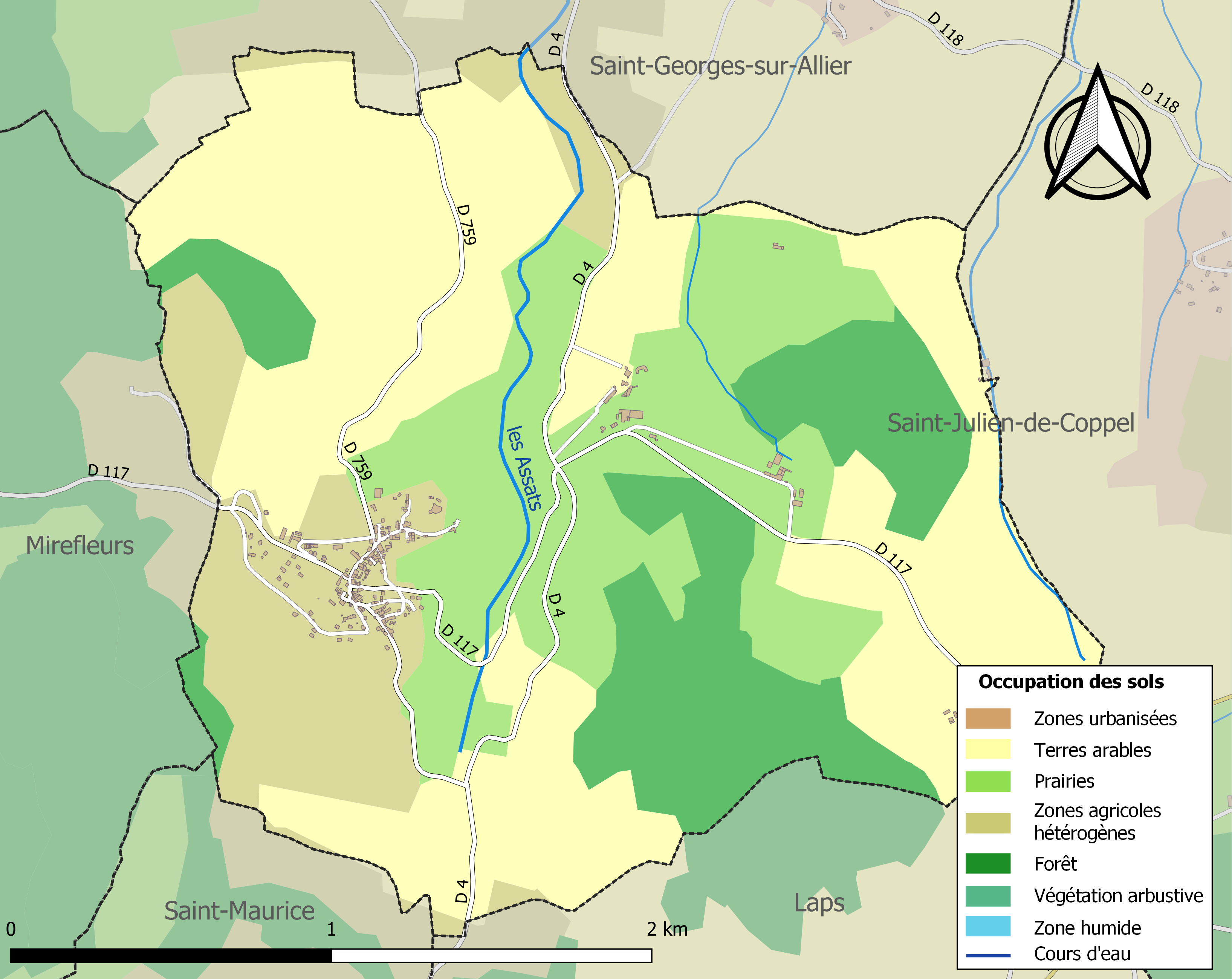
Carte des infrastructures et de l'occupation des sols de la commune en 2018 (CLC).

### Voies de communication et transports
La commune est desservie par les routes départementales 4 (reliant Saint-Georges-sur-Allier, lieu-dit de Lignat au nord et Laps au sud), 117 (reliant Mirefleurs à l'ouest et la limite communale Laps / Saint-Julien-de-Coppel, sur la D 229) et 759 (reliant Saint-Georges-sur-Allier, chef-lieu au nord, à Busséol, chef-lieu).

## Toponymie
Le nom du village vient de Bux‑o‑ialo, formé du latin bux (« buis ») et du suffixe gaulois ‑ialo (« friche », « clairière », « espace découvert »). Une seconde explication qui propose une étymologie issue de Usso ou Utéo, du latin butor (« rapace », « lieu de rapaces ») est toutefois moins convaincante que la première, car butor est rarement attesté dans la toponymie.
Son nom autochtone en occitan auvergnat est Bussiòu, prononcé localement [bəˈʃø],, et moins localement [bəˈʃɔw].

## Histoire
La présence humaine à Busséol est attestée depuis l'âge de fer : du mobilier céramique et des dépôts métalliques ont été retrouvés lors de l'exploitation du basalte du puy Saint-André. Haut lieu de l'archéologie auvergnate, occupé depuis le néolithique, le Saint André a fait comme le puy Saint-Romain l'objet de constructions gallo-romaines. Au haut Moyen Âge y fut implanté un prieuré rattaché à l'abbaye de la Chaise-Dieu.
Les comtes d'Auvergne édifièrent un château à la fin du XIIe siècle ; repris par le pouvoir royal, il permit à Catherine de Médicis et à la reine Margot de porter le titre de « dame de Busséol ». Il reçut la visite de plusieurs grands personnages de l'histoire de France dont Charles IX et Henri de Navarre futur Henri IV. Pendant la Révolution, le conventionnel Couthon né à Orcet donna l'ordre de retirer sa toiture et sa charpente, ouvrant une période de ruine qui ne prendra fin qu'avec la restauration du château dans les dernières décennies du XXe siècle.
Abandonnant le Saint-André, le village s'est développé au pied du château et autour de l'église paroissiale construite sur la base d'un édifice existant au XIIe siècle. La paroisse de Saint-André fait place à la commune de Busséol, qui s'appellera également Saint André de Busseol au XIXe siècle.
Village paysan et vigneron, Busséol fut doté d'une maison d'école en 1887, détruite avec la mairie par un incendie en 1908, de deux lavoirs en 1906, de l'électricité, du tout-à-l'égout. Au début du XXIe siècle, le territoire communal est en partie connecté à l'internet, avec des zones blanches regrettables.

## Politique et administration

### Découpage territorial
La commune de Busséol est membre de la communauté de communes Mond'Arverne Communauté, un établissement public de coopération intercommunale (EPCI) à fiscalité propre créé le 1er janvier 2017 siégeant à Veyre-Monton, et par ailleurs membre d'autres groupements intercommunaux. De 2002 à 2016, elle était membre de la communauté de communes Allier Comté Communauté.
Sur le plan administratif, elle est rattachée à l'arrondissement de Clermont-Ferrand, à la circonscription administrative de l'État du Puy-de-Dôme et à la région Auvergne-Rhône-Alpes.
Sur le plan électoral, elle dépend du canton de Vic-le-Comte pour l'élection des conseillers départementaux, depuis le redécoupage cantonal de 2014 entré en vigueur en 2015, et de la quatrième circonscription du Puy-de-Dôme pour les élections législatives, depuis le dernier découpage électoral de 2010.

### Élections municipales et communautaires

#### Élections de 2020
Le conseil municipal de Busséol, commune de moins de 1 000 habitants, est élu au scrutin majoritaire plurinominal à deux tours avec candidatures isolées ou groupées et possibilité de panachage. Compte tenu de la population communale, le nombre de sièges à pourvoir lors des élections municipales de 2020 est de 11. La totalité des onze candidats en lice n'a été élue qu'au second tour (aucun résultat n'ayant été communiqué pour le premier tour), qui s'est tenu le 28 juin 2020 du fait de la pandémie de Covid-19, avec un taux de participation de 64,33 %.

#### Chronologie des maires
| Période                                  | Période                   | Identité                         | Étiquette | Qualité              |
| ---------------------------------------- | ------------------------- | -------------------------------- | --------- | -------------------- |
| Les données manquantes sont à compléter. |                           |                                  |           |                      |
| 1800                                     | 1808                      | Hugues-Antoine Jouvet            |           |                      |
| 1808                                     | 1823                      | Hugues-Antoine Jouvet (« fils ») |           |                      |
| 1823                                     | 1824                      | Ferdinand de Velléat             |           |                      |
| 1824                                     | 1826                      | Jacques-Amable Tixier-Massonnet  |           |                      |
| 1826                                     | 1852                      | Antoine-Félix Jouvet             |           |                      |
| 1852                                     | 1866                      | François Garraud-Duplanchat      |           |                      |
| 1866                                     | 1889                      | François Domat                   |           |                      |
| 1889                                     | 1890                      | Henry de Châteauneuf             |           |                      |
| 1890                                     | 1900                      | Antoine Domat                    |           |                      |
| ...                                      | ...                       | ...                              | ...       | ...                  |
| mars 2001                                |                           | Gilles Mavel                     |           |                      |
| mars 2014                                | juillet 2020              | François Tronel                  |           |                      |
| juillet 2020                             | En cours (au 6 août 2020) | Régis Chomette                   |           | Agriculteur retraité |

## Population et société

### Démographie
Les habitants de la commune sont appelés les Busséolais et les Busséolaises, ou les Busséolois et les Busséoloises.
L'évolution du nombre d'habitants est connue à travers les recensements de la population effectués dans la commune depuis 1793. Pour les communes de moins de 10 000 habitants, une enquête de recensement portant sur toute la population est réalisée tous les cinq ans, les populations de référence des années intermédiaires étant quant à elles estimées par interpolation ou extrapolation. Pour la commune, le premier recensement exhaustif entrant dans le cadre du nouveau dispositif a été réalisé en 2008.

En 2022, la commune comptait 221 habitants, en évolution de +0,91 % par rapport à 2016 (Puy-de-Dôme : +2,1 %, France hors Mayotte : +2,11 %).
| 1793 | 1800 | 1806 | 1821 | 1831 | 1836 | 1841 | 1846 | 1851 |
| ---- | ---- | ---- | ---- | ---- | ---- | ---- | ---- | ---- |
| 396  | 366  | 371  | 375  | 381  | 360  | 361  | 356  | 340  |

| 1856 | 1861 | 1866 | 1872 | 1876 | 1881 | 1886 | 1891 | 1896 |
| ---- | ---- | ---- | ---- | ---- | ---- | ---- | ---- | ---- |
| 367  | 340  | 312  | 282  | 281  | 258  | 272  | 308  | 271  |

| 1901 | 1906 | 1911 | 1921 | 1926 | 1931 | 1936 | 1946 | 1954 |
| ---- | ---- | ---- | ---- | ---- | ---- | ---- | ---- | ---- |
| 237  | 249  | 230  | 163  | 190  | 164  | 149  | 160  | 146  |

| 1962 | 1968 | 1975 | 1982 | 1990 | 1999 | 2006 | 2008 | 2013 |
| ---- | ---- | ---- | ---- | ---- | ---- | ---- | ---- | ---- |
| 121  | 121  | 140  | 164  | 182  | 188  | 189  | 189  | 215  |

| 2018 | 2022 | - | - | - | - | - | - | - |
| ---- | ---- | - | - | - | - | - | - | - |
| 216  | 221  | - | - | - | - | - | - | - |

## Culture locale et patrimoine

### Lieux et monuments

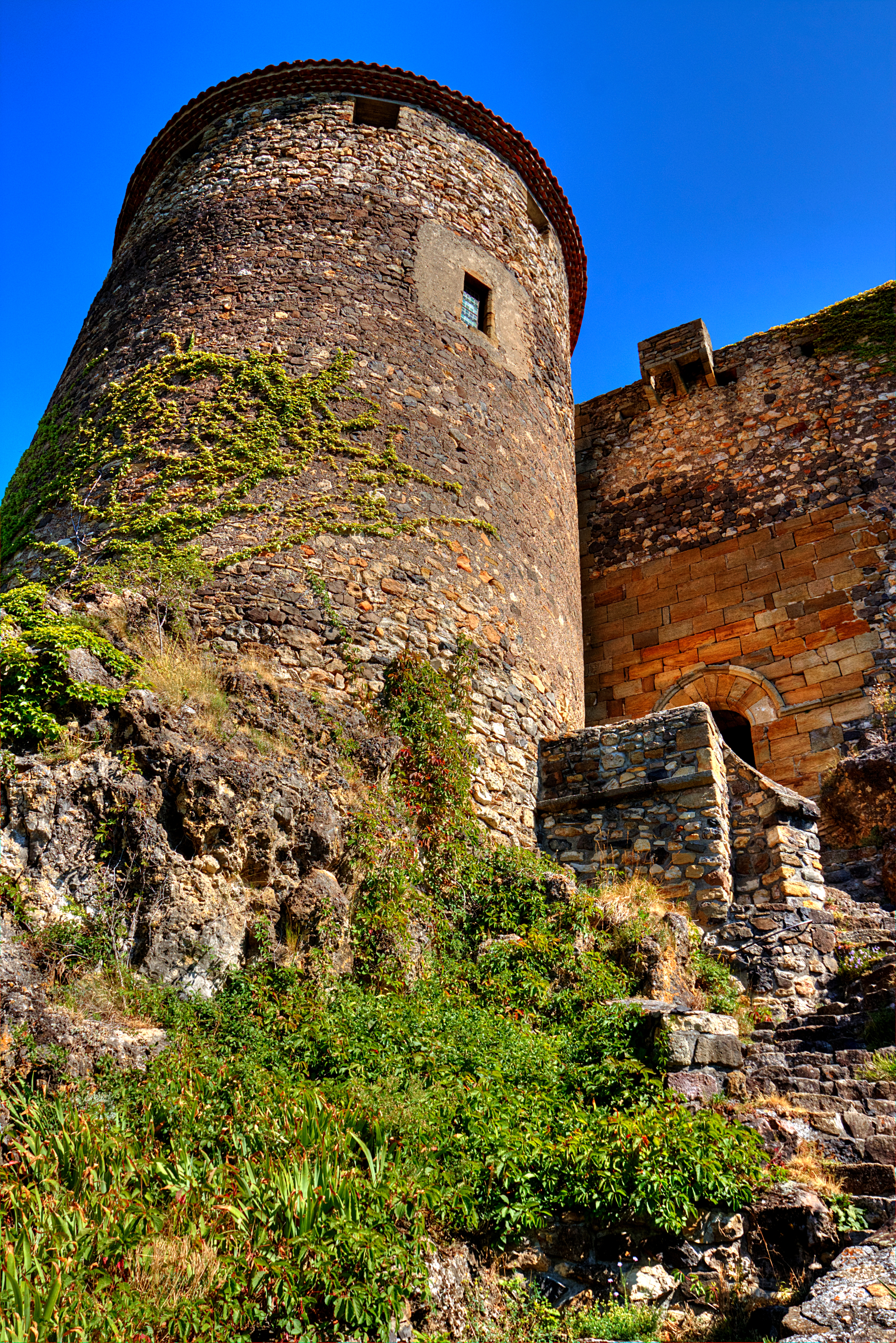
Château de Busséol.

- Château de Busséol nommé autrefois castellania de Busseul[32].
- Église Saint-André, style néo-gothique XIXe siècle. Intérieur peint.
- Cure rénovée. Tiers-lieu socio-culturel. Ancien presbytère. Donation Jouvet 1862.
- Patrimoine d'eau. Lavoirs.
- Patrimoine industriel : compresseur de forage GSM utilisé jusqu'en 1984 au puy Saint-André (basalte), exposé à l'entrée ouest

### Héraldique
Le blason de Busséol se lit d'argent à la croix de saint- andré florencée de gueule.